# Koen Augustijnen
Koen Augustijnen (Mechelen, 23 juni 1967) is een Vlaams danser en choreograaf.

## Biografie en werk
Koen Augustijnen studeerde geschiedenis aan de Gentse Universiteit; tegelijkertijd volgde hij theatercursussen aan het Antwerpse en Brusselse Conservatorium. Sinds 1990 is hij verbonden als choreograaf aan Les Ballets C de la B. Deze groep wendt barokmuziek, onder anderen van Henry Purcell, aan als ondersteuning van de krachtvolle dansuitvoeringen.
"Les Ballets C de la B" wordt geleid door Alain Platel met onder anderen de danser en choreograaf Sidi Larbi Cherkaoui. Augustijnen werkt soms ook als choreograaf samen met onder andere dEUS, Toneelgroep Amsterdam, Stalker Theatre Company en de Sydney Opera House.

### Import/Export
Na het succes van ‘Bâche’ maakt hij een nieuwe voorstelling met voor een deel dezelfde cast. De samenwerking met contratenor Steve Dugardin zet zich voor deze IMPORT/EXPORT door, net als de samenwerking met muzikant/componist Guy Van Nueten en met beeldend kunstenaar Jean Bernard Koenen.
Guy Van Nueten vervlocht vakkundig elektronica met Franstalige, barokke liefdesliederen begeleid door het Kirke strijkkwartet. Daar tegenover staat de smachtvolle act van contratenor Steve Dugardin als beminnelijke troubadour van dienst én 6 dansers/acrobaten. Het menselijk lichaam wordt niet aflatend gepijnigd in een mengeling van humor en wreedheid.
Het geheel resulteert in de typische stijl van Augustijnen die volop de verschillende dansstijlen, performance, theater, acrobatiek, muziek en beeldende kunst mixt.

Door deze productie voegt Augustijnen zich bij de top van de Vlaamse choreografen.

## Choreografie
- 1997: To crush time
- 1999: Plage Tattoo
- 2002: Just another Landscape for some juke box-money
- 2004: Bâche
- 2006: Import/Export
- 2008: Altijd prijs
- 2009: Ashes